# Nowa Gwinea Holenderska
Nowa Gwinea Holenderska (niderl. Nederlands Nieuw-Guinea) – dawna holenderska posiadłość kolonialna w zachodniej części Nowej Gwinei, od 1963 roku w składzie Indonezji jako Irian Zachodni, a później Papua.
Kolonię wydzielono w 1949 r. z Holenderskich Indii Wschodnich. 

## Spory o przynależność terytorialną 1949–1961
Po kilkuletniej indonezyjskiej wojnie o niepodległość i uznaniu niepodległości Indonezji przez Holandię 27 grudnia 1949 roku na mocy postanowień konferencji w Hadze, w rękach holenderskich pozostała z dawnych Indii Wschodnich jedynie zachodnia część Nowej Gwinei. Tam też Holendrzy przenieśli część oddziałów wojskowych z Indonezji, zwłaszcza na wyspę Biak. Holenderska Nowa Gwinea była słabo zaludniona, zamieszkana przede wszystkim przez Papuasów, odrębnych etnicznie od większości Indonezyjczyków, a w 1955 roku terytorium to liczyło jedynie ok. 321 tysięcy mieszkańców. Z uwagi na tę odrębność, zgodnie z ustaleniami konferencji jej status miał być uregulowany w drodze rokowań stron w ciągu roku od utworzenia Stanów Zjednoczonych Indonezji, do czego jednak nie doszło. Już w sierpniu 1950 roku Stany Zjednoczone Indonezji przekształciły się w Republikę Indonezji, a w 1954 roku zerwały unię z Holandią. Holendrzy rozpoczęli następnie przygotowania do uzyskania przez Nową Gwineę niepodległości, jednakże Indonezja zgłaszała pretensje również do tej części dawnego imperium kolonialnego.

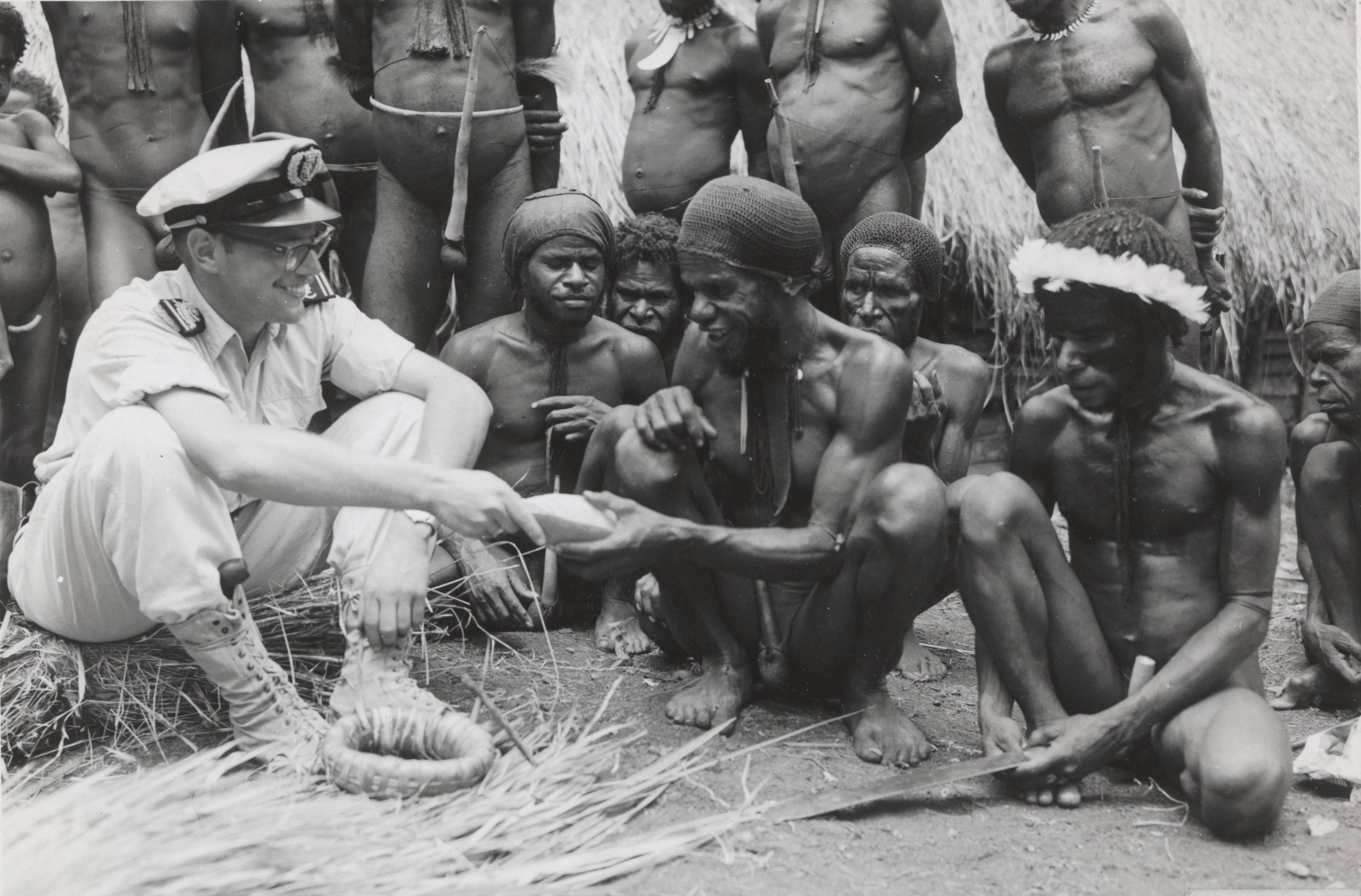
Rdzenna ludność w 1958

Indonezja usiłowała infiltrować prowincję, a od 1958 roku, podczas rządów prezydenta Sukarno, objęła wrogi wobec Holandii kurs polityczny. Jednocześnie Indonezja wszczęła intensywne zbrojenia z pomocą komunistycznego bloku wschodniego, między innymi przejmując począwszy od 1959 roku od ZSRR liczne okręty oraz nowoczesne samoloty. W 1960 roku Indonezja otwarcie żądała na forum międzynarodowym przekazania jej jurysdykcji nad wyspą, a 5 października tego roku Sukarno zagroził użyciem środków militarnych. Holandia wzmacniała w tym okresie swoją obecność wojskową w kolonii, w tym na Biaku stacjonowała 321 eskadra lotnicza, a w 1960 roku dodatkowo przebazowano tam 322 eskadrę z 12 myśliwcami Hawker Hunter. Już w toku walk, wiosną 1962 roku przerzucono na wyspę dalszych 14 najnowszych Hunterów Mk 6.
W 1959 r. przeprowadzono wybory lokalne. Nowo wybrany parlament zadeklarował 5 kwietnia 1961 zamiar ogłoszenia pełnej niepodległości do końca dekady. 1 grudnia 1961 wprowadzono oficjalne symbole państwowe.

## Konflikt o Nową Gwineę Holenderską 1961–1963
18 grudnia 1961 roku Indonezja zaatakowała po raz pierwszy Nową Gwineę Holenderską desantem z powietrza w rejonie miasta Sorong, lecz desant nie powiódł się i poniósł znaczne straty. 19 grudnia prezydent Suharto ogłosił operację Trikora, mającą na celu udaremnienie utworzenia przez Holandię państwa papuaskiego 3 stycznia 1963 roku Indonezja zażądała przekazania jej spornego terytorium, a 5 stycznia ogłosiła powszechną mobilizację. W braku granicy lądowej z Indonezją, główną drogą przerzucania niewielkich indonezyjskich oddziałów infiltracyjnych stała się droga morska, przy długiej linii brzegowej, czemu starały się przeciwdziałać holenderskie samoloty patrolowe Neptune i okręty. 15 stycznia 1962 roku doszło do jedynego starcia morskiego w rejonie wysp Aru, w toku którego holenderskie fregaty zatopiły kuter torpedowy „Matjan Tutul”. Działania infiltracyjne nasiliły się od kwietnia 1962 roku. Nie dochodziło jednak do walk na dużą skalę, a Indonezja nie używała dużych okrętów ani nowoczesnych samolotów odrzutowych. Ze strony holenderskiej udział w potyczkach brało głównie pięć kompanii piechoty morskiej. Operowały tam też cztery holenderskie niszczyciele (typu Friesland), dwie fregaty, dwa okręty podwodne i 16 jednostek desantowych.

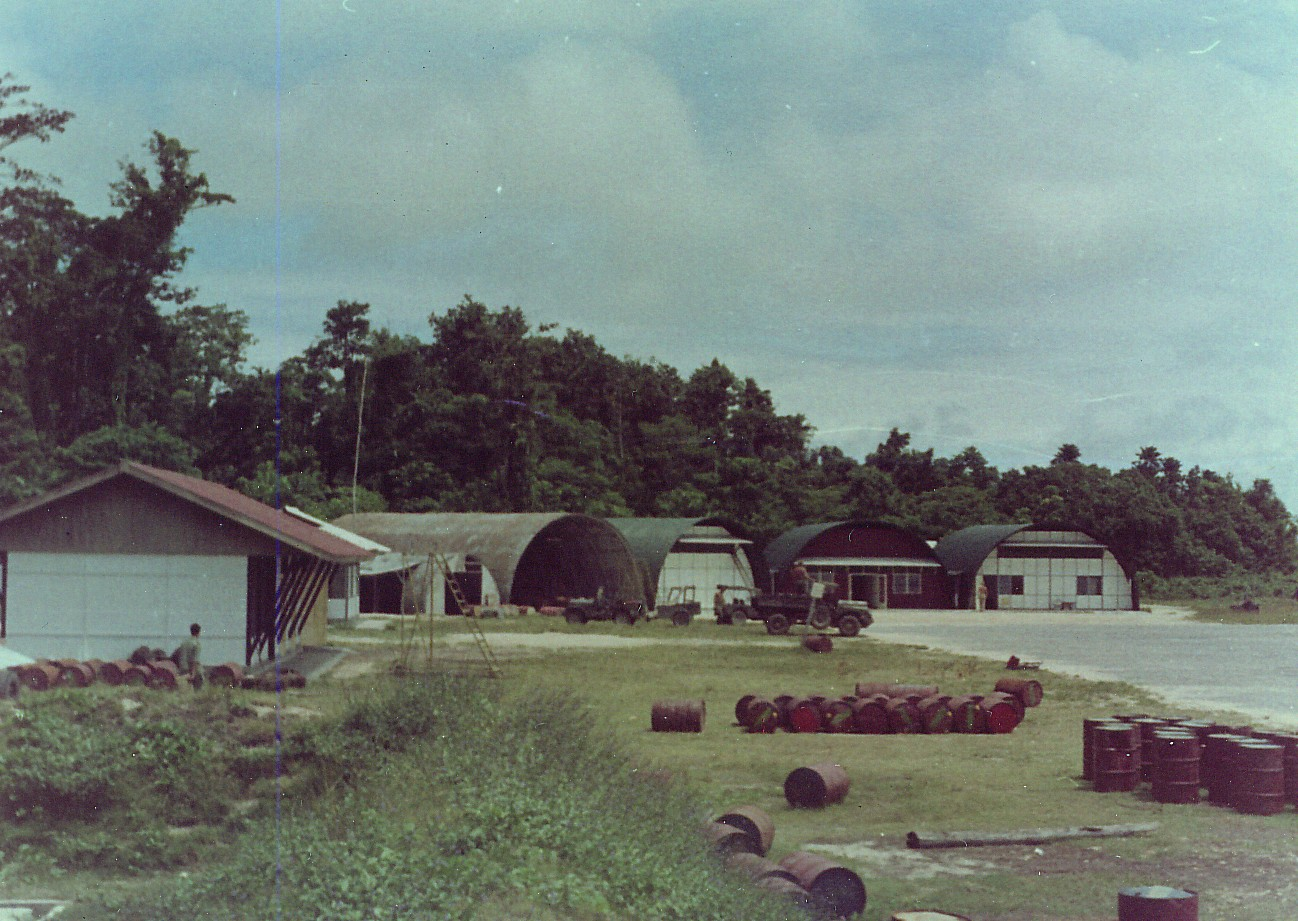
Holenderska baza lotnicza w 1962

Holandia w lipcu zamierzała skierować w ten rejon większy zespół floty z lotniskowcem „Karel Doorman”, natomiast Indonezja uzyskała radzieckie okręty podwodne projektu 613 oraz bombowce Tu-16KS, przenoszące pociski przeciwokrętowe, przy czym faktycznie okręty podwodne i bombowce operowały początkowo z radzieckimi załogami. W sierpniu 1962 roku siły holenderskie w Nowej Gwinei liczyły 9523 ludzi, wraz z marynarką i lotnictwem, w tym 1425 piechoty morskiej. Na połowę sierpnia Indonezja zamierzała przeprowadzić dużą operację desantową Jayawijaya w celu zdobycia wyspy Biak, siłami 10 tysięcy żołnierzy piechoty morskiej i 7 tysięcy spadochroniarzy, lecz nie doszło już do próby jej realizacji. 15 sierpnia 1962 roku, pod naciskiem ONZ, Holandia przyjęła warunki indonezyjskie i 18 sierpnia podpisano zawieszenie broni. Oba państwa 1 października 1962 przekazały sporny region pod tymczasowy zarząd ONZ (UNTEA).
Zgodnie z wcześniejszymi ustaleniami, obywatele byłej Nowej Gwinei Holenderskiej mieli sami zadecydować o przyszłości terytorium. Ponieważ holenderska administracja rozpoczęła emigrację do Holandii, Indonezyjczycy zaczęli wprowadzać do władz lokalnych swoich ludzi na miejsce Holendrów.
1 maja 1963 ONZ zgodnie z porozumieniem oddało władzę rządowi indonezyjskiemu. Dokonała się ostateczna wymiana władz i zdominowany przez Indonezyjczyków lokalny parlament wybrał E. J. Bonaya na gubernatora.

## Aneksja przez Indonezję
W 1969 r. władze indonezyjskie postanowiły ostatecznie anektować dawną Nową Gwineę Holenderską. Przeprowadzono referendum – Akt Wolnego Wyboru. Sposób przeprowadzenia referendum oraz jego oficjalne wyniki spowodowały sprzeciw miejscowej ludności. Rząd indonezyjski uznał jednak referendum za wiążące i włączył terytorium do Indonezji jako prowincję Irian Zachodni (Irian Barat).
Pod koniec lat 60. powstała organizacja zbrojna Ruch Wolnej Papui, której celem była niepodległość spod 
władzy Indonezji.